# Acacia axillaris
Acacia axillaris é uma espécie de leguminosa do gênero Acacia, pertencente à família Fabaceae.